# Cyclopeltis mirabilis
Cyclopeltis mirabilis là một loài dương xỉ trong họ Lomariopsidaceae. Loài này được Copel. mô tả khoa học đầu tiên năm 1909.
Danh pháp khoa học của loài này chưa được làm sáng tỏ. 